# Metaplastes ippolitoi
Metaplastes ippolitoi är en insektsart som beskrevs av Scott LaGreca 1948. Metaplastes ippolitoi ingår i släktet Metaplastes och familjen vårtbitare. Inga underarter finns listade i Catalogue of Life.